# Municipio de East (Ohio)
El municipio de East (en inglés: East Township) es un municipio ubicado en el condado de Carroll en el estado estadounidense de Ohio. En el año 2010 tenía una población de 843 habitantes y una densidad poblacional de 14,12 personas por km².

## Geografía
El municipio de East se encuentra ubicado en las coordenadas 40°41′43″N 80°57′13″O / 40.69528, -80.95361. Según la Oficina del Censo de los Estados Unidos, el municipio tiene una superficie total de 59.72 km², de la cual 59,67 km² corresponden a tierra firme y (0,08 %) 0,05 km² es agua.

## Demografía
Según el censo de 2010, había 843 personas residiendo en el municipio de East. La densidad de población era de 14,12 hab./km². De los 843 habitantes, el municipio de East estaba compuesto por el 98,1 % blancos, el 0,59 % eran afroamericanos, el 0,12 % eran asiáticos y el 1,19 % eran de una mezcla de razas. Del total de la población el 0,83 % eran hispanos o latinos de cualquier raza.